# Not While I'm Around
Not While I'm Around è una canzone del Musical del 1979 Sweeney Todd: The Demon Barber of Fleet Street.

## Nel Musical
La canzone viene cantata da Tobias Ragg nel secondo atto del musical.
Egli è preoccupato che qualcuno possa fare del male a Mrs. Lovett, da lui considerata una madre, così le assicura la sua perpetua vigilanza con questa canzone. Mrs Lovett, capendo che Tobias vuole denunciare Sweeney Todd per i suoi crimini, lo rassicura cantando una strofa della stessa canzone, prima di rinchiuderlo nella stanza del forno.

## Interpreti nel Musical
La canzone fu cantata per la prima volta dal cantante Ken Jennings nella prima del 1979.
Jennings cantò anche la canzone, interpretando il ruolo di Tobias Raggs, nella versione video del musical del 1982.
Nella versione concertata del musical ("Sweeney Todd in Concert") del 2001 la canzone fu cantata da Neil Patrick Harris.
Altri attori che interpretarono Tobias, cantando quindi la canzone, sono: Michael Staniforth (produzione londinese del 1980), Manoel Felciano (che incise la canzone con Patti LuPone nel CD del 2005), Edmund Bagnell (in un Tour americano), Ted S. Bushman (produzione di Broadway del 2008) e Tyler Fultz (versione londinese del 2009)
Nella versione cinematografica di Tim Burton (Sweeney Todd - Il diabolico barbiere di Fleet Street) il ruolo di Tobias, e quindi la canzone, fu interpretata da Edward Sanders.

## Interpreti famosi
La canzone fu cantata da molti grandi cantanti, a causa della reffinatezza e dell'emotività della stessa.
Famosa è la versione di Barbara Streisand che la cantò nel tour statunitense del 1993-1994, dedicandola al compagno ed al figlio.
La canzone fu cantata anche dal cantante e pianista Jamie Cullum nell'ottobre 2009 a Parigi, riadattandola musicalmente rendendo il ritmo più veloce.
Josh Groban la cantò, incidendola anche in album (insieme alla canzone dello stesso musical, Johanna).